# Acidisarcina
Acidisarcina es un género de bacterias gramnegativas de la familia Acidobacteriaceae. Actualmente (2023) contiene una sola especie: Acidisarcina polymorpha. Fue descrito en el año 2022. Su etimología hace referencia a paquete acidófilo. El nombre de la especie hace referencia a múltiples formas. Es aerobia e inmóvil. Tiene un tamaño de 0,9-1,5 μm de ancho por 1,2-4,4 μm de largo. Altamente polimórfica, creciendo individualmente, en parejas, tétradas o grupos de 6-8 o más células. Forma estructuras extracelulares creando cámaras compuestas de celulosa. La función de esta cámara es de protección ante condiciones ambientales desfavorables. Forma colonias de color entre beige y rosa claro. Catalasa negativa. Temperatura de crecimiento entre 5-36 °C, óptima de 20-32 °C. Es sensible a rifampicina y novobiocina. Resistente a estreptomicina, kanamicina, gentamicina, tetraciclina, lincomicina, ampicilina, cloranfenicol y neomicina. Tiene un genoma de 7,1 Mpb y un contenido de G+C de 56,8%. Se ha aislado de un bosque de la tundra con suelo ácido en Rusia. 